# Daniil Sobtchenko
Daniil Ievguenievitch Sobtchenko - en russe : Даниил Евгеньевич Собченко et en anglais Daniil Sobchenko -, né le 13 avril 1991 à Kiev en URSS, aujourd'hui en Ukraine, et mort le 7 septembre 2011 à Iaroslavl en Russie, est un joueur professionnel ukraino-russe de hockey sur glace. Il évolue au poste d'attaquant.

## Biographie

### Carrière en club
À l'âge de six ans, il commence le hockey sur glace dans sa ville natale sous la direction de son père Ievgueni. En 2002, il rejoint l'école du Lokomotiv Iaroslavl. Il termine meilleur pointeur de l'équipe réserve en Pervaïa liga lors de la saison 2008-2009. La saison suivante, il débute dans la Ligue continentale de hockey. Il est sélectionné au sixième tour en cent soixante sixième position par les Sharks de San José lors du repêchage d'entrée dans la LNH 2011.
Le 7 septembre 2011, il meurt dans l'accident de l'avion transportant le Lokomotiv Iaroslavl à destination de Minsk en Biélorussie. L'avion de ligne de type Yakovlev Yak-42 s'écrase peu après son décollage de l'aéroport Tounochna de Iaroslavl, faisant 44 morts parmi les 45 occupants,.

### Carrière internationale
Il représente la Russie au niveau international. Il a participé aux sélections jeunes. Il prend part à la Super Serie Subway en 2010. Il fait sa première apparition en senior le 9 février 2011 avec l'équipe de Russie B contre la France au cours d'une manche de l'Euro Ice Hockey Challenge. Il inscrit un but lors de ce match remporté 5-0.

## Statistiques

### En club
| Saison    | Équipe                | Ligue        |    | Saison régulière | Saison régulière | Saison régulière | Saison régulière | Saison régulière |   | Séries éliminatoires | Séries éliminatoires | Séries éliminatoires | Séries éliminatoires | Séries éliminatoires |
| Saison    | Équipe                | Ligue        | PJ | B                | A                | Pts              | Pun              | PJ               | B | A                    | Pts                  | Pun                  |                      |                      |
| 2007-2008 | Lokomotiv Iaroslavl 2 | Pervaïa liga | 14 | 6                | 4                | 10               | 2                | 8                | 0 | 3                    | 3                    | 0                    |                      |                      |
| 2008-2009 | Lokomotiv Iaroslavl 2 | Pervaïa liga | 66 | 44               | 43               | 87               | 53               | 4                | 0 | 2                    | 2                    | 2                    |                      |                      |
| 2009-2010 | Lokomotiv Iaroslavl   | KHL          | 35 | 5                | 1                | 6                | 6                | 6                | 0 | 0                    | 0                    | 2                    |                      |                      |
| 2009-2010 | Loko                  | MHL          | 6  | 0                | 4                | 4                | 4                |                  |   |                      |                      |                      |                      |                      |
| 2010-2011 | Lokomotiv Iaroslavl   | KHL          | 16 | 1                | 1                | 2                | 4                | 11               | 0 | 1                    | 1                    | 16                   |                      |                      |
| 2010-2011 | Loko                  | MHL          | 14 | 10               | 10               | 20               | 8                |                  |   |                      |                      |                      |                      |                      |
| 2011-2012 | Lokomotiv Iaroslavl   | KHL          | -  | -                | -                | -                | -                | -                | - | -                    | -                    | -                    |                      |                      |

### En équipe nationale
| Année | Compétition                 |   | PJ | B | A | Pts | Pun | +/-           |  | Résultats |
| 2011  | Championnat du monde junior | 7 | 4  | 3 | 7 | 4   | +5  | Médaille d'or |  |           |